# Thun-Saint-Martin
 Thun-Saint-Martin là một xã của tỉnh Nord, thuộc vùng Hauts-de-France, miền bắc nước Pháp.